# Contrebasse
Ne doit pas être confondu avec Basse acoustique.
 (novembre 2022).
Si vous disposez d'ouvrages ou d'articles de référence ou si vous connaissez des sites web de qualité traitant du thème abordé ici, merci de compléter l'article en donnant les références utiles à sa vérifiabilité et en les liant à la section « Notes et références ».
La contrebasse est un instrument grave de la famille des instruments à cordes. Avant l'octobasse, la contrebasse est le plus grand (entre 1,60 m et 2,05 m) et l'un des plus graves instruments de cette famille. À la différence des autres instruments de la famille (violon, alto, violoncelle), qui s'accordent en quintes, elle s'accorde aujourd’hui en quartes (du grave vers l'aigu : mi -1, la-1, ré1 et sol1 en notation française ou E1, A1, D2, G2 en notation anglo-saxonne), essentiellement pour des raisons de facilité de doigté.
Elle peut se jouer en frottant les cordes avec l'archet (arco) ou en les pinçant avec les doigts (pizzicato). La contrebasse est très utilisée en musique classique au sein des orchestres symphoniques, en musique contemporaine et dans la musique électronique en tant que contrebasse synthétique. En jazz, elle fait partie de la section rythmique. La contrebasse est également utilisée dans les autres styles comme le blues, le bluegrass, le rock 'n' roll, le rockabilly, le psychobilly, le jazz rap et le tango.

## Histoire de la contrebasse
Jusqu’à une époque récente, l’appartenance de la contrebasse à la famille des violes ou à celle du violon était un sujet de débat, débat qui trouvait son origine dans des considérations organologiques, musicologiques et même étymologiques erronées, remontant au XIXe siècle. Les recherches qu’a menées Paul Brun, contrebassiste à l’Orchestre national de Lille, qui font aujourd’hui autorité dans le monde entier, ne laissent plus guère de place au doute : c’est bien à la famille du violon qu’appartient la contrebasse, même si un certain nombre de violes de gambe contre-basses, transformées par suppression des frettes et modification du chevillier (pour passer de six cordes à cinq ou quatre), et qui sont parvenues jusqu'à nous, ont pendant longtemps contribué à accréditer la thèse inverse.
L'apparition de la contrebasse remonterait à 1620[réf. nécessaire], succédant au violone et à la contrebasse de viole, mais elle ne fut introduite dans l'orchestre qu'au milieu du XVIIe siècle. Elle est utilisée dans un orchestre français pour la première fois en 1706 par Marin Marais dans la scène de la tempête de son opéra Alcyone,. Initialement, elle doublait les parties des violoncelles à l'octave inférieure, puis elle s'émancipa, et les contrebasses obtinrent progressivement dans les orchestres leurs propres partitions dans la période romantique.

### Archets

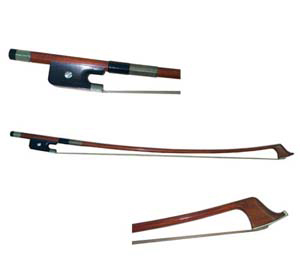
Archet à la française.

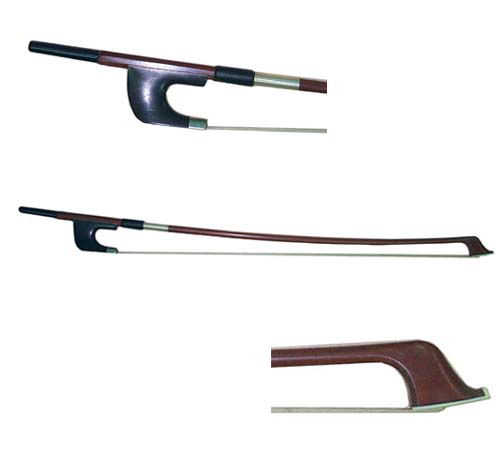
Archet à l'allemande.

Il existe deux types d'archet pour la contrebasse. L'archet français est semblable aux archets des autres instruments de la famille du violon (violon, alto et violoncelle) et se tient de la même façon : l'instrumentiste place le bout du pouce dans le creux du talon et le bout des autres doigts sur la baguette. L'archet allemand est moins long, et il est tenu d'une façon différente, rappelant l'archet de la basse de viole : le musicien place le pouce sur la baguette et ses autres doigts empoignent le talon. L'archet allemand est beaucoup plus ancien que l'archet français, peu utilisé avant les années 1800, avant son adoption par le virtuose italien Giovanni Bottesini. La plupart des archets sont taillés et fabriqués dans un bois du Brésil, le pernambouc. La couleur varie du marron clair au noir.
Certains archets peuvent être fait en carbone. 

### Cordes

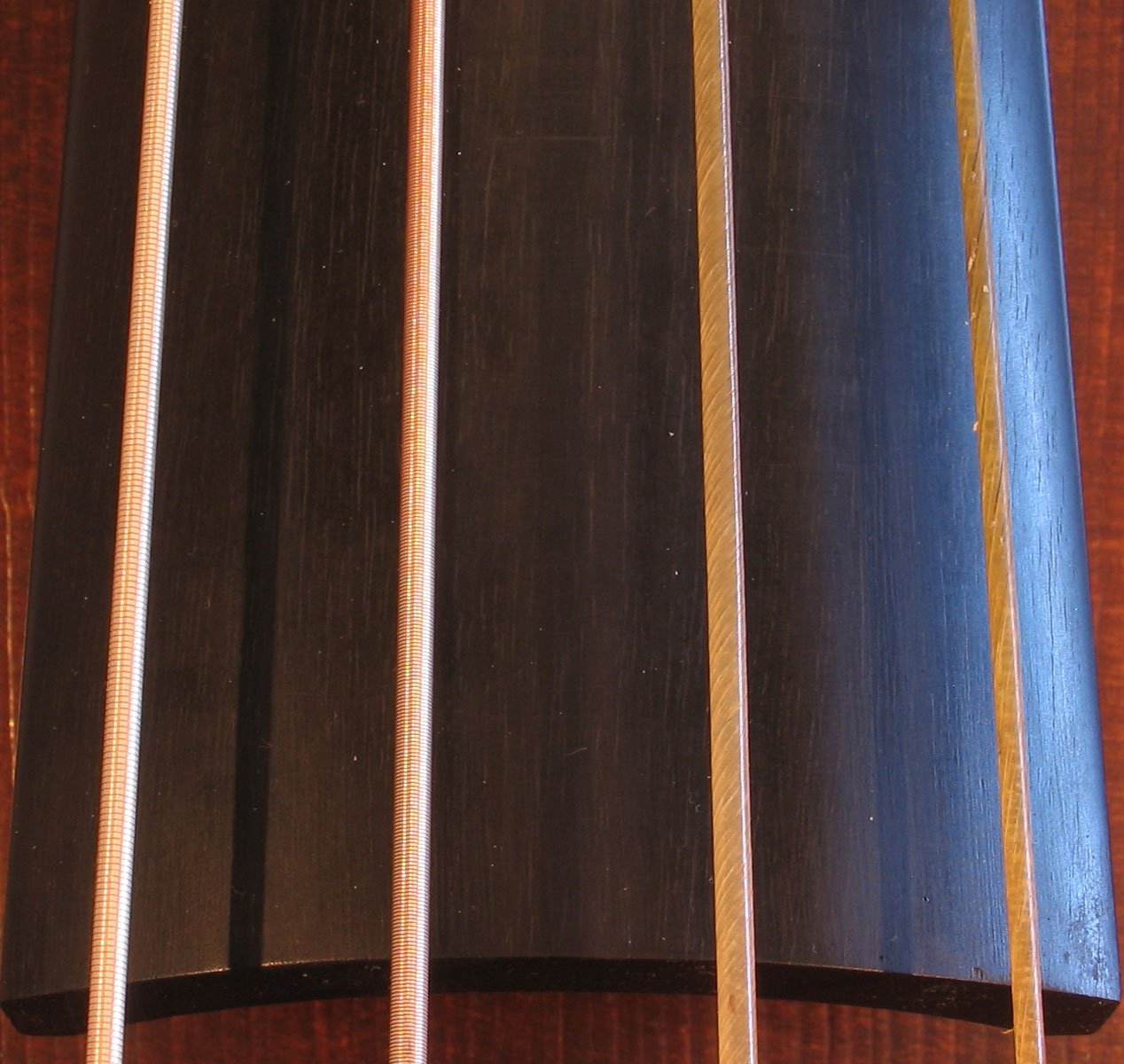
Cordes en boyau.

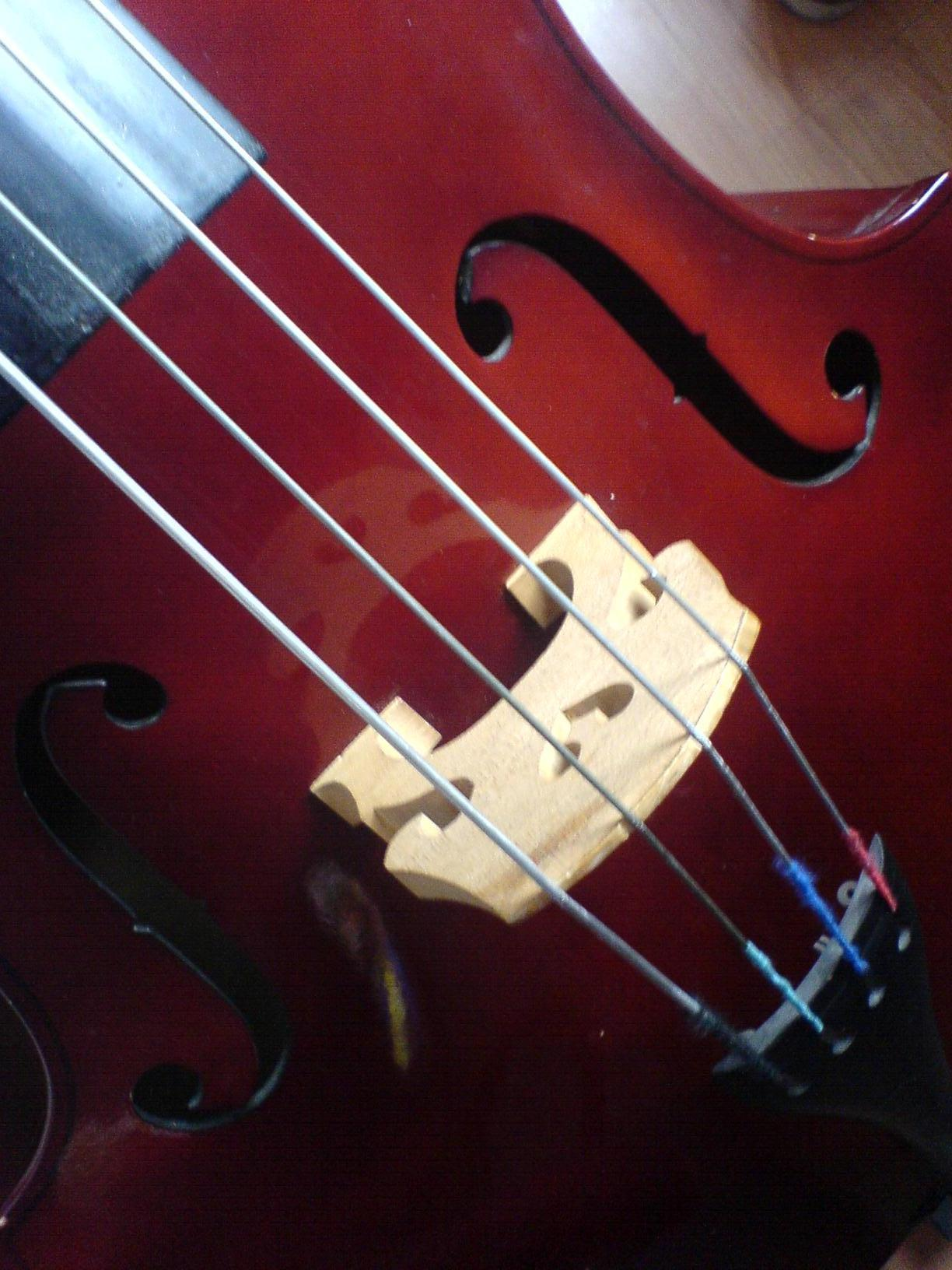
Cordes en métal.

Avant le milieu du XXe siècle, les cordes de contrebasse étaient généralement faites de boyau, mais depuis ce temps, les cordes en métal ont largement remplacé les cordes en boyau, car elles tiennent mieux l'accord, et sont moins fragiles que ces dernières. De nos jours, l'usage des cordes en boyau est principalement restreint aux contrebassistes actifs dans les domaines de la musique baroque, du rockabilly, du blues traditionnel, du bluegrass et du jazz traditionnel.
La transition du boyau au métal a aussi influencé l'évolution de la technique de l'instrument, car les cordes en métal peuvent être plus proches de la touche que les cordes en boyau, ce qui les rend plus faciles à jouer. De plus, elles peuvent être jouées dans des positions plus hautes sur les cordes graves, sans sacrifice au niveau de la sonorité. La méthode classique de contrebasse du XIXe siècle de Franz Simandl n'utilise pas la corde de mi grave dans les positions les plus hautes, car avec les cordes en boyau à une grande distance de la touche, le son n'était pas clair dans ces positions aiguës. Cependant, avec les cordes en métal modernes, les contrebassistes peuvent jouer avec un son clair dans les positions aiguës sur les cordes graves de mi et de la.

## L'instrument

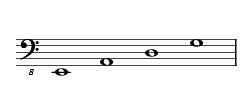
Bien que la contrebasse ne soit pas considérée comme un instrument transpositeur, les notes réelles émises par l'instrument se trouvent une octave en dessous des notes écrites.

C'est Cherubini, directeur du Conservatoire de Paris, qui imposa en 1832 l'accord en quartes en usage dans les pays germaniques. Jusque-là, l'accord qui avait généralement prévalu en France pour la contrebasse était l'accord en quintes.
Les essences de bois utilisées pour la construction des contrebasses sont variables, mais on retrouve généralement de l'épicéa pour la table, de l'érable, de l'ébène pour la touche. Certains contreplaqués sont parfois utilisés, généralement pour les instruments d'étude. On trouve aussi des contrebasses en fibre de carbone notamment celles développées par un luthier français depuis plus de 30 ans sous la marque CoSi.
Elle possède généralement quatre cordes accordées en quartes (mi -1, la-1, ré1 et sol1, du grave vers l'aigu). On peut trouver parfois une cinquième corde de do-1 (école française), accordée une tierce sous le mi -1 (soit une octave plus bas que la note la plus grave du violoncelle) ; ou encore un do 2 à la quarte supérieure de la corde de sol 1 (accord utilisé quelquefois dans le jazz). La tessiture de la contrebasse atteint alors 4 octaves, du do -1 au do 4. D'autres écoles préfèrent accorder cette 5e corde en si, pour des raisons de facilité des positions. Certains orchestres symphoniques rendent obligatoire l'usage de la contrebasse à 5 cordes. En effet, seule celle-ci permet d'avoir le registre le plus grave du 16 pieds (appelé ainsi par référence aux flûtes d'orgue produisant ce registre), indispensable pour jouer certaines partitions telles qu'elles sont écrites, sans avoir à transposer.
Lorsque la contrebasse joue une pièce en soliste avec un orchestre (par exemple un concerto), elle est généralement accordée "en soliste", c'est-à-dire un ton au-dessus de l'accord orchestre, afin de lui donner un son plus brillant. Ses quatre cordes seront donc fa#-si-mi-la.

## Technique instrumentale
Les modes de jeu sont particulièrement diversifiés, en particulier ceux utilisant les spectres sonores, parce que ceux de la contrebasse se situant dans le spectre de la voix, ils sont plus perceptibles. « Du temps de Mr de Lully… ce n'est que bien du temps après lui qu'on a vu paraître la contrebasse à l'Opéra, encore ne servait-elle que dans les tempêtes, dans les bruits souterrains, et les invocations… » (Michel Corrette). Abondamment utilisés dans les musiques contemporaines, ils sont un des éléments essentiels de l'orchestration dans ces musiques.

### Techniques de production du son
Avec l'archet
- Sul tasto
- Sul ponticello
- Jettato ou ricochet
- Balayage

Avec la main droite
- Slap
- Pizz Bartok
- Pizzicato

Avec la main gauche
- Hammer-on
- Pull-off

### Techniques étendues
- Distorsion
- Harmoniques
- Double stop et accords

## Variantes de contrebasses

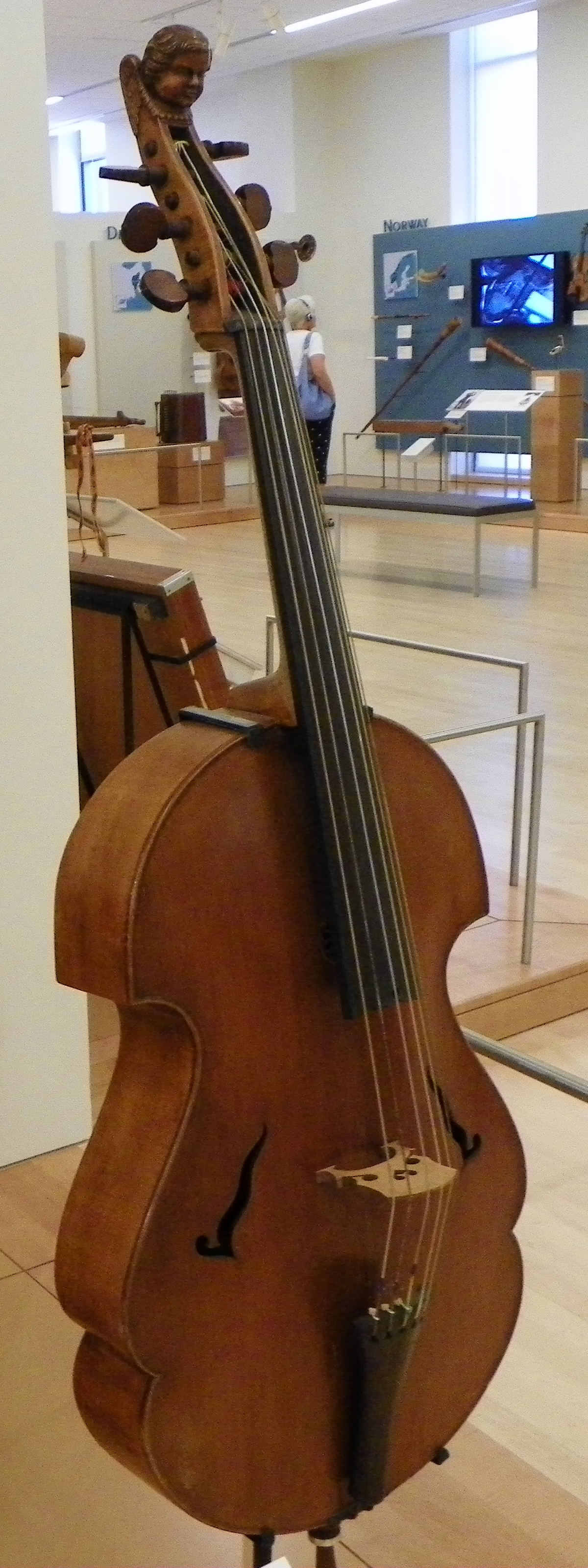
Violone.

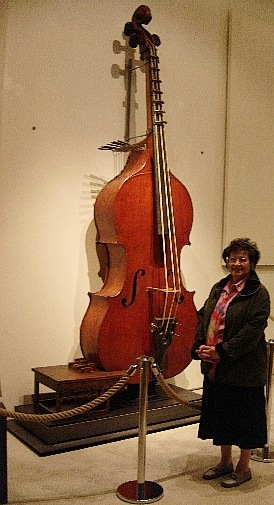
Octobasse.

### Variantes historiques
Plusieurs variantes historiques de la contrebasse sont encore jouées aujourd'hui, tels que le violone, l'octobasse, ainsi que les contrebasses montées avec trois cordes.

### Contrebasses électriques
Il existe des contrebasses électriques (souvent désignées par le sigle EUB, soit en anglais electric upright bass), différentes des guitares basses. Les contrebasses électriques ressemblent un peu à la contrebasse, mais elles se débarrassent souvent du volume du corps servant de résonateur, et à la place, l'instrument se sert d'un micro (pickup en anglais) solidarisé au chevalet branché à un amplificateur. Sans la caisse volumineuse, les contrebasses électriques sont plus faciles à transporter, et il est plus facile d'accéder aux notes aiguës. Les contrebasses électriques sont souvent utilisées par les musiciens de jazz-rock ou fusion, comme Medeski, Martin et Wood, et Les Claypool.

## La contrebasse dans les formations musicales
Les contrebasses forment le cinquième pupitre des cordes frottées de l'orchestre symphonique.
Dans l'orchestre de chambre, la contrebasse fait partie du quintette des cordes frottées.
La contrebasse peut aussi assumer le rôle de cinquième pupitre, dans l'orchestre à plectre.

## Répertoire pour contrebasse

### Grands concertos
Concertos de Dragonetti, Bottesini, Vanhal, Dittersdorf, Koussevitzky, Mortari, Nanny.
De nombreux concertos et pièces pour violoncelle, telles les Suites pour violoncelle seul de Bach, sont transposées pour la contrebasse.

### Autres pièces pour contrebasse
L'Éléphant, pièce du Carnaval des animaux de Saint-Saëns : ce mouvement est comique ; le thème, lent, est tenu par la contrebasse, soutenue par des accords de piano. On note un nombre important de modulations à partir de mi bémol majeur. Ce morceau est une parodie de la Danse des sylphes d'Hector Berlioz (extrait de La Damnation de Faust), qui passe de très aérienne dans sa version originale à pachydermique dans le morceau de Saint-Saëns.
Quintettes avec contrebasse op.39 de Luigi Boccherini ; quintettes pour quatuor à cordes et contrebasse d'Antonín Dvořák et Darius Milhaud ; quintette pour hautbois, violon, viole, violoncelle et contrebasse en si mineur d'Antoine Reicha ; quintette La Truite de Franz Schubert (écrit pour piano, violon, alto, violoncelle et contrebasse) ; quintette pour hautbois, clarinette, violon, alto et contrebasse de Sergueï Prokofiev. 
Les exemples précédents sont les plus célèbres parmi 3 000 œuvres de chambre qui ont été répertoriées.
Le répertoire contemporain est particulièrement abondant : solo, acoustique, avec électronique, ou théâtre musical.

### Pièces pour contrebasse seule
Néo-classique
- Suite, Marcel Bitsch
- Thème varié, Jean Françaix
- Sonate, de David Graham Ellis (1977)
- Suite dans un mode ancien, Hans Fryba (1954)
- Hommage à Bach, Julien-François Zbinden (1969)
- Kadenza pour contrebasse solo, Teppo Hauta-Aho
- 6 Capricci pour contrebasse solo 1982, création en 1991, Dirk D’Ase
- 59"1/2', John Cage (1953)

Contemporain
- Bruno Giner : Kern

- Samuel Adler
- Georges Aperghis : Récitation pour contrebasse seule, la Signature, la date, etc.
- Ana-Maria Avram : Axe 7
- Luciano Berio : Psy, Sequenza
- Philippe Boivin : ZAB ou la Passion selon St Nectaire, 5 algorithmes
- Aldo Brizzi
- Sylvano Bussotti : Nakes angel face
- Elliott Carter : Figment
- John Cage : Ryoanji
- Mario Davidovsky
- Gualtiero Dazzi : cadencede Contrasuberna
- James Dillon : Evolution du vol
- Jacob Druckman : Valentine
- Pascal Dusapin : In and out
- Brian Ferneyhough : Trittico per G.S.
- Renaud Garcia-Fons
- James Giroudon : Unes voix de basse
- Philip Glass : Prélude tu end game
- Ramon Gonzalez Arroyo
- Fernando Grillo
- Sofia Goubaïdoulina
- Karim Haddad : Ce qui dort dans l'ombre sacré
- Pierre-Alain Jaffrenou : Tentation de l'anachorète
- Pierre Jodlowski
- Tom Johnson
- Oliver Knussen
- Michaël Levinas : Dialogue des oiseaux
- Lowell Liebermann
- Bruno Maderna
- Martin Matalon
- Vincent Persichetti
- Horatiu Radulescu : Ys valley
- Kaija Saariaho : Folia
- Stefano Scodanibbio : Sei Studi
- Giacinto Scelsi : Nuit, mantram, Maknongan
- Salvatore Sciarrino : Esplorazione del bianco
- Bright Sheng
- Christian Wolff
- Charles Wuorinen
- Iannis Xenakis : Theraps
- Jean-Luc Martineau
- Didier Agostino
- Franck Brousseau
- Hans Werner Henze : "San Biagio 9 Agosto ore 1207, Ricordo per un contrabbasso solo", "Serenade",

## Contrebasse et jazz

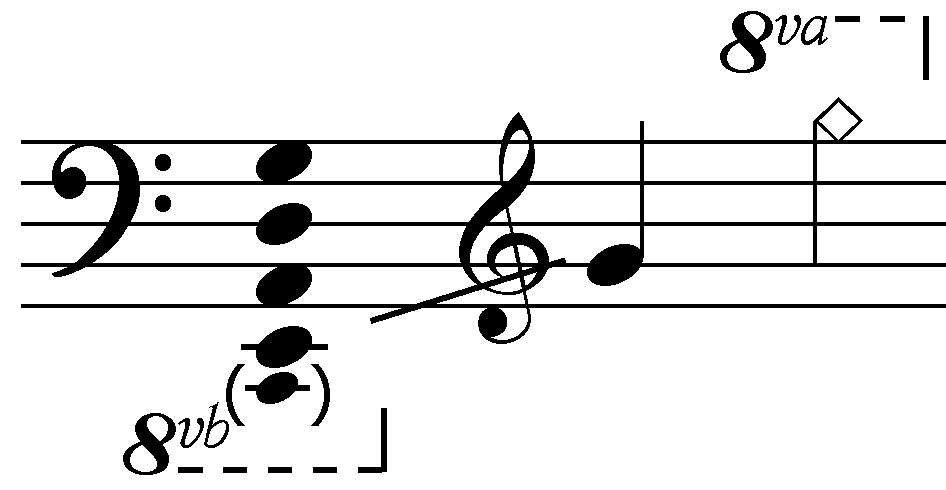
Contrebasse utilisée dans le Jazz

La contrebasse est très utilisée dans le jazz. Elle est surtout utilisée en pizzicato (en pinçant les cordes) plutôt qu'avec l'archet. Elle a un rôle à la fois rythmique et harmonique. Jouer une walking-bass consiste à improviser sur la ligne de basse écrite sous forme d'accords, une note en général sur chaque temps. Cette forme de jeu est utilisée la plupart du temps, bien que parfois la contrebasse tienne le thème (Paul Chambers) ou un riff récurrent. On la trouve dans la plupart des formations, du trio piano, contrebasse, batterie, au big band.
Avant 1917, année du premier enregistrement de jazz, la contrebasse coexiste avec le tuba (ou occasionnellement un saxophone basse) et souvent les bassistes savaient jouer des deux instruments. En effet, il existe des photographies d'orchestres avec une contrebasse datées de la fin du XIXe siècle, notamment l'orchestre de Buddy Bolden photographié en 1895. Cependant, le tuba, plus sonore, sera préféré pour les enregistrements, et il faut attendre le 22 juin 1925 pour le premier enregistrement d'une contrebasse dans un orchestre de jazz. Cette évolution dure jusqu'en 1932-1933 où la contrebasse devient dominante, grâce à sa capacité à marquer le tempo de façon légère et dynamique.
En jazz classique, des instrumentistes comme Ray Brown, Jimmy Blanton, Scott LaFaro, Paul Chambers, Charles Mingus, Ron Carter, Jimmy Garrison, Sam Jones, Oscar Pettiford, Gary Peacock, Slam Stewart lui ont donné ses lettres de noblesse.
En jazz-rock on lui préfère la basse électrique, plus véloce et permettant plus d'effets.
Les styles de rock comme rockabilly et psychobilly ont aussi ses adeptes de la contrebasse. Dans le style de rockabilly, il y a Lee Rocker contrebassiste des Stray Cats.
Aux États-Unis et en Angleterre, il y a des groupes psychobilly (un mélange de punk, rock et rockabilly) comme Tiger Army ou Marco Le Gaucher (M. Sicard) pour de nombreux enregistrements chez New Rose en France qui utilisent la contrebasse et les EUB's qu'il utilise dans une grande variété de styles de musique, du jazz fusion au jazz en passant par la musique cubaine et le rock.
Le chanteur nord-irlandais Van Morrison, qui œuvre dans le blues et le rhythm and blues, inclut la contrebasse dans son lot d'instrumentation. Il a joué avec plusieurs contrebassistes au gré de ses albums, de Richard Davis sur son second album Astral Weeks (1968) à Chris Hill sur Roll with the Punches (2017), il va même jusqu'à inclure autant la basse électrique ou acoustique que la contrebasse sur un même album, indépendamment des chansons.

## Surnom
Familièrement, les musiciens appellent la contrebasse « la grand-mère ». Jouer de la contrebasse, dans l'argot du jazz, se dit ainsi « peloter la grand-mère ». Comme beaucoup d'autres instrument à cordes (guitare, violoncelle, basse et oud), elle est associée à une personne de sexe féminin. Ce sobriquet de mère-grand a peut-être pour origine un disque qui fit les beaux jours de la pédagogie musicale à partir des années 1950, Piccolo, Saxo et Compagnie, qui racontait l'histoire d'une aimable famille dont les membres n'étaient autres que les instruments de l'orchestre symphonique. Dans cette histoire, la belle voix grave de Mamie était celle de la contrebasse.

## Groupe de contrebasses
L'Orchestre de contrebasses est un groupe fondé en 1981 constitué de six contrebasses, utilisant tous les registres de jeu possibles de l'instrument.
Citons également le travail du « carré de basses » de Montpellier, composé donc de quatre contrebasses.